# Nancy Grossman
Nancy Grossman (* 28. April 1940 in New York City) ist eine US-amerikanische Künstlerin. Sie ist insbesondere für ihre Kopfskulpturen bekannt.

## Leben und Werk
Grossman wurde in New York City geboren. Als sie fünf Jahre alt war, zog ihre Familie nach Oneonta auf eine Farm. Ab 1956 studierte sie mit einem Stipendium des New York State Regents am Pratt Institute bei Richard Lindner, der sie maßgeblich prägte. Nach einem Aufenthalt in Europa kehrte sie nach New York zurück und experimentierte – im Gegensatz zum aufkommenden Minimalismus und der Pop Art – mit dem menschlichen Körper und unkonventionellen Materialien. In dieser Zeit fertigte sie überwiegend Zeichnungen, Collagen, Gemälde und Assemblagen.
Seit den späten 1960er-Jahren fertigte Grossman ihre Kopfskulpturen, für die sie bekannt wurde. Die Skulpturen sind häufig aus Holz geschnitzt, mit Leder überzogen und mit Details wie Reißverschlüssen, Glasaugen, Emaille-Nasen, Stacheln oder Riemen verziert. Obwohl die Skulpturen häufig als männlich wahrgenommen werden, bezeichnet Grossman sie als Selbstporträts und weist damit auf die Instabilität der Geschlechtsidentität hin.
Die Komplexität und Vielfältigkeit des Œuvres von Grossman wurde erstmals 1990 in einer Retrospektive im Hillwood Art Museum der Long Island University, kuratiert von Arlene Raven, einem breiten Publikum zugänglich gemacht. Seitdem sind die Werke der Künstlerin in zahlreichen Einzel- und Gruppenausstellungen vertreten.
Grossman lebt und arbeitet in Brooklyn, New York.

## Einzelausstellungen (Auswahl)
- 2017 Viewing Room: Nancy Grossman, Marlborough Chelsea, New York
- 2016 Nancy Grossman: The 1960s, Frieze Masters, London
- 2012 Nancy Grossman: Tough Life Diary, Frances Young Tang Museum, Skidmore College, New York
- 2011 Nancy Grossman: Heads, MoMa PS1, New York
- 1990 Nancy Grosmann: Retrospective, Hillwood Art Museum, Long Island University, New York

## Gruppenausstellungen (Auswahl)
- 2021 NOT I: Throwing Voices (1500 BE–2020 CE), Los Angeles County Museum of Art, Los Angeles
- 2019 Art After Stonewall, 1969 to 1989, Wanderausstellung des Columbus Museum of Art, Columbus, Ohio
- 2018 Like Life: Sculpture, Color, and the Body (1300–Now), Metropolitan Museum of Art, New York
- 2017 Delirious: Art at the Limits of Reason, 1950–1980, Metropolitan Museum of Art, New York
- 2017 Body of Work, Honolulu Museum of Art, Hawaii
- 2016 Human Interest: Portraits from the Whitney’s Collection, Whitney Museum of American Art, New York
- 2015 America is Hard to See, Whitney Museum of American Art, New York
- 2012 Exquisite Corpses: Drawing and Disfiguration, Museum of Modern Art, New York

## Auszeichnungen (Auswahl)
- 2008 Women’s Caucus for Art Lifetime Achievement Award
- 2001 Pollock-Krasner Foundation Grant
- 1996–97 Joan Mitchell Foundation Grant
- 1994 National Academician Award des National Academy Museum
- 1991 New York Foundation for the Arts Fellowship
- 1984 National Endowment for the Arts Fellowship
- 1965 John Simon Guggenheim Fellowship